# Paul Quittemel
Paul Quittemel, né le 7 juin 1885 dans le 17e arrondissement de Paris et mort le  1er avril 1948 à Blois, est un arbitre français de football des années 1920, affilié à Paris.

## Carrière
Il officie dans une compétition majeure : 
- Coupe de France de football 1926-1927 (finale)